# Нашвилл (тауншип, Миннесота)
Нашвилл (англ. Nashville) — тауншип в округе Мартин, Миннесота, США. На 2000 год его население составило 234 человека.

## География
По данным Бюро переписи населения США площадь тауншипа составляет 94,4 км², из которых 94,4 км² занимает суша, водоёмов нет.

## Демография
По данным переписи населения 2000 года здесь находились 234 человека, 94 домохозяйства и 75 семей.  Плотность населения —  2,5 чел./км².  На территории тауншипа расположено 100 построек со средней плотностью 1,1 построек на один квадратный километр. Расовый состав населения: 98,72 % белых, 0,43 % коренных американцев и 0,85 % приходится на две или более других рас. Испанцы или латиноамериканцы любой расы составляли 0,43 % от популяции тауншипа.
Из 94 домохозяйств в 29,8 % воспитывались дети до 18 лет, в 74,5 % проживали супружеские пары, в 3,2 % проживали незамужние женщины и в 20,2 % домохозяйств проживали несемейные люди. 19,1 % домохозяйств состояли из одного человека, при том 11,7 % из — одиноких пожилых людей старше 65 лет. Средний размер домохозяйства — 2,47, а семьи — 2,81 человека.
22,6 % населения — младше 18 лет, 7,7 % — в возрасте от 18 до 24 лет, 27,4 % — от 25 до 44, 23,5 % — от 45 до 64, и 18,8 % — старше 65 лет. Средний возраст — 42 года. На каждые 100 женщин приходилось 114,7 мужчин.  На каждые 100 женщин старше 18 приходилось 108,0 мужчин.
Средний годовой доход домохозяйства составлял 39 750 долларов, а средний годовой доход семьи —  46 875 долларов. Средний доход мужчин —  30 625  долларов, в то время как у женщин — 24 000. Доход на душу населения составил 25 088 долларов. За чертой бедности находились 2,4 % семей и 3,5 % всего населения тауншипа, из которых 10,2 % младше 18 лет.